# Nova Empresa de Teatre Català
La Nova Empresa de Teatre Català fou una companyia de teatre creada l'any 1908, entorn de la figura d'Adrià Gual. Es va contractar el Teatre Novetats per a les representacions de les temporades 1908-1909; la temporada següent l'empresa va actuar al Teatre Romea. Pau Audouard, amic d'Adrià Gual, serà l'encarregat de la realització de les fotografies de la companyia. Finalitzada la darrera representació, Gual va decidir plegar, tot i que va mantenir la col·laboració en la direcció d'algunes obres. Audouard tan sols va fer les fotografies de les obres en les quals Gual col·laborà.